# Waldhaus Hirschhorn
Waldhaus Hirschhorn war ein Gemeindeteil der Gemeinde Bischofsgrün im Landkreis Bayreuth (Oberfranken, Bayern). 

## Geografie
Die Einöde lag auf einer Höhe von 775 m ü. NHN inmitten des Bischofsgrüner Forsts. Ein Wirtschaftsweg führte 800 Meter südöstlich zur Kreisstraße BT 4.

## Geschichte
1536 wurde im Bernecker Landbuch eine Einsiedelei eines Kohlebrenners erwähnt. 1692 wurde der Ort „das Hirschhorn“ genannt. 1810 wurde eine Waldhütte errichtet. 1826 musste sie neu erbaut werden. Sie lag in der Gemarkung Bischofsgrüner Forst und war Gemeindeteil von Bischofsgrün. Am 22. März 1968 brannte das Waldhaus ab.

### Einwohnerentwicklung
| Jahr      | 001861 | 001871 | 001885 | 001900 | 001925 | 001950 | 001961 | 001970 |
| Einwohner | 9      | 3      | 6      | 7      | 6      | *      | 5      | 0      |
| Häuser    |        |        | 2      | 2      | 2      | *      | 1      |        |
| Quelle    | [ 6 ]  | [ 7 ]  | [ 8 ]  | [ 9 ]  | [ 10 ] | [ 11 ] | [ 12 ] | [ 13 ] |

## Religion
Waldhaus Hirschhorn war nach St. Matthäus (Bischofsgrün) gepfarrt und evangelisch-lutherisch geprägt.